# Rósxino (Primórie)
|  | Per a altres significats, vegeu «Rósxino». |

Rósxino (en rus: Рощино) és un poble del krai de Primórie, a l'Extrem Orient de Rússia, que en el cens del 2010 tenia 3.919 habitants.